# Léon Rudnicki
Léon Rudnicki (28 juillet 1873 en Pologne - 29 janvier 1958 à Villebon-sur-Yvette) est un peintre, illustrateur et décorateur français, actif entre 1892 et 1925.

## Biographie
Léon Rudnicki arrive en France en 1876 avec sa famille polonaise émigrée politique, et commence son éducation à l’École polonaise de Paris.
Il est naturalisé français le 19 octobre 1891.
En 1892, Rudnicki entre à l'École nationale des arts décoratifs et reçoit entre autres l'enseignement de l'architecte belge Lucien Woog.
Primé plusieurs fois dès 1893 par l'Union centrale des Arts décoratifs, il est repéré par Octave Uzanne et ce dernier fait appel à son talent d'illustrateur pour quelques-uns de ses ouvrages parmi les plus remarquables dans le style Art nouveau : La Femme à Paris. Nos contemporaines (1894), Féminies de Félicien Rops (1896), Visions de notre heure, choses et gens qui passent (1899), Dictionnaire biblio-philosophique (1896), La locomotion à travers les âges (1900)...
Pour Woog, il réalise une partie des fresques et ornementations de la grande salle de l'Opéra de Vichy (1903) sous la direction de Charles Le Cœur, son témoin de mariage et ami, et reçoit les palmes académiques le 29 mai 1903. Il participe également à la décoration : du pavillon des eaux de la station thermale de Pougues-les-Eaux (1905-1907), de la Fondation Mme Paul Parquet à Neuilly-sur-Seine (1921-1924), de l'église Saint-Louis de Grenay (1925) et de l'« Hôtel du collectionneur » (pavillon Ruhlmann) pour l'Exposition internationale des arts décoratifs et industriels modernes (1925).
Rudnicki connait un certain succès en tant que décorateur d'intérieur pour des particuliers et comme illustrateur de nombreux ouvrages d'art aux reliures raffinées comme Voyage d'un Petit Parisien de Constant de Tours (1898), Ma petite Ville de Jean Lorrain (1898), Pompéi de Pierre Gusman (1899), L’Évangile de l'enfance de notre seigneur Jésus Christ selon St Pierre de Catulle Mendès (1896), L'Effort d'Edmond Haraucourt (1894), et un remarquable calendrier L'Année chrétienne (Delagrave, 1899).
Il a travaillé avec Emil Causé, Victor Prouvé, René Wiener et Louis Majorelle. Il figure dans la revue Les Documents d'atelier de Victor Champier (1895). Il a illustré de nombreux menus et programmes entre 1901 et 1921 dont celui du « Dîner des Bibliophiles contemporains  » (1895).
Son atelier parisien, entre 1902 et 1912, se situait au 17 rue Denfert-Rochereau, et son domicile, au 12 rue d'Odessa.